# Adam Grünbaum
Adam Barthold Gustav Grünbaum (* 1. Novemberjul. / 14. November 1904greg. in Tiflis, Russisches Kaiserreich; † 10. Mai 1979 in München) war ein deutsch-baltischer Jurist.

## Leben
Grünbaum studierte von 1923 bis 1927 an der Universität Dorpat Rechtswissenschaft. Er schloss sein Studium cum laude ab. Von 1927 bis 1932 arbeitete er in der Anwaltskanzlei des estnischen Juristen und Politikers Mihkel Pung. Von 1932 bis 1936 war er in der Kanzlei seiner Studienkollegin, der estnisch-jüdischen Anwältin Malka Schliefstein beschäftigt, die vorher ebenfalls für Pung tätig gewesen war. Von 1935 bis zur Besetzung Estlands durch die Rote Armee 1940 war Grünbaum Direktor der in Reval ansässigen Aktiengesellschaft Laferme, einer der größten Tabak- und Zigarettenfabriken des Landes. 1940 begann Grünbaum eine kurze Tätigkeit für die deutsche Gesandtschaft in Tallinn. Die Gesandtschaft wurde im August 1940 geschlossen. 1941 ging er nach Deutschland. Er wurde zunächst als Wirtschaftsreferent in Posen im Reichsgau Wartheland beschäftigt. Später war er für das Reichsministerium für die besetzten Ostgebiete in Tallinn, Riga und Berlin tätig. Von 1943 bis 1945 diente er im Heer (Wehrmacht). Grünbaum überlebte den Zweiten Weltkrieg und war von 1947 bis 1950  Leiter des wirtschaftlichen Hilfskomitees in Augsburg. Ab 1951 war er für die US-amerikanischen Streitkräfte in Deutschland tätig. Er engagierte sich in der Bundesrepublik weiter für die Deutsch-Balten. Er war Vorsitzender des bayerischen Landesverbandes der Deutsch-Baltischen Gesellschaft und später langjähriger Generalsekretär der Baltischen Gesellschaft in Deutschland. Grünbaum war Redakteur der Zeitschrift Mitteilungen aus dem baltischen Leben. Von 1959 bis 1979 war er Vorsitzender der Fraternitas Normannia, die von St. Petersburg über Dorpat und Reval nach Westdeutschland gekommen war.

## Ehrungen
- Bundesverdienstkreuz am Bande (1978)[3]